# Şenol
Şenol ist ein türkischer männlicher Vorname mit der Bedeutung „sei glücklich“ oder „sei fröhlich“. Der Name kommt auch als Familienname vor. Eine Form des Namens ist Senol; diese Form kommt auch in Mazedonien vor.

## Namensträger

### Männlicher Vorname
- Şenol Akın (* 1984), türkischer Fußballspieler
- Şenol Akkılıç (* 1965), österreichischer Politiker türkischer Herkunft
- Şenol Birol (1937–2022), türkischer Fußballspieler und -trainer
- Şenol Can (* 1983), türkischer Fußballspieler
- Şenol Çorlu (* 1961), türkischer Fußballspieler und -trainer
- Şenol Demirci (* 1980), türkischer Fußballspieler
- Şenol Güneş (* 1952), türkischer Fußballspieler und -trainer
- Şenol Ustaömer (* 1961), türkischer Fußballspieler und -trainer

### Weiblicher Vorname
- Şenol Sunat (* 1956), türkische Politikerin

### Familienname „Senol“
- Gamze Senol (* 1993), deutsche Schauspielerin